# ISO 3166-2:TN
Kódy ISO 3166-2 pro Tunisko identifikují 24 guvernorátů (stav v roce 2015). První část (TN) je mezinárodní kód pro Tunisko, druhá část sestává ze dvou čísel identifikujících region.

## Seznam kódů
```
TN-11 
Tunis

TN-12 L'Ariana
TN-13 Ben Arous
TN-14 La Manouba
TN-21 Nabeul
TN-23 Bizerte
TN-31 Béja
TN-32 Jendouba
TN-33 Le Kef
TN-34 Siliana
TN-41 Kairouan
TN-42 Kasserine
TN-43 Sidi Bouzid
TN-51 Sousse
TN-52 Monastir
TN-53 Mahdia
TN-61 Sfax
TN-71 Gafsa
TN-72 Tozeur
TN-73 Kebili
TN-81 Gabès
TN-82 Medenine
TN-83 Tataouine
```